# Chuck Austin
Charles „Chuck“ Austin (* 17. Juni 1927; † 26. Mai 2012) war ein US-amerikanischer Jazztrompeter, der in der Jazzszene von Pittsburgh aktiv war.

## Leben und Wirken
Austin ging in den 1950er Jahren mit Paul Williams auf Tournee, begleitete 1953 Dakota Staton und leitete die Trumpet Section in der Roger Humphries Big Band. Er spielte ferner in der Ed Sullivan Show mit Lloyd Price und bei Count Basie. Lange Jahre war er Mitglied des Stanley Theater Orchestra, in dem er gastierende Künstler wie Aretha Franklin, Donna Summer, James Brown oder The Temptations begleitete, ferner Diana Ross bei ihrem Auftritt in der Civic Arena und Liza Minnelli in der Heinz Hall. Dreißig Jahre spielte er bei Jack Purcell Music Service. Ab 1966 war er Mitglied der Musikergewerkschaft Pittsburgh Musician's Union, war Gründungsmitglied der African American Jazz Preservation Society of Pittsburgh und der Pittsburgh Jazz Society Hall of Fame. Im Bereich des Jazz wirkte  Austin zwischen 1956 und 2003 bei fünf Aufnahmesessions mit.